# Lai Chi
Lai Chi (celým názvem: Lai Chi Football Team; čínsky znaky tradiční 勵馳體育會) je čínský fotbalový klub, který sídlí ve zvláštní správní oblasti Čínské lidové republiky Macao. Klubové barvy jsou zelená a černá. Od sezóny 2018 působí v macajské druhé nejvyšší fotbalové soutěži.
Své domácí zápasy odehrává na Estádio Campo Desportivo s kapacitou 16 272 diváků.

## Umístění v jednotlivých sezonách
Stručný přehled
Zdroj: 
- 2005: Campeonato da 3ª Divisão – sk. C
- 2006–2010: Campeonato da 3ª Divisão – sk. B
- 2011: Campeonato da 3ª Divisão – sk. A
- 2012–2013: Campeonato da 2ª Divisão
- 2014–2017: Liga de Elite
- 2018– : Campeonato da 2ª Divisão

Jednotlivé ročníky
Zdroj: 
Legenda: Z - zápasy, V - výhry, R - remízy, P - porážky, VG - vstřelené góly, OG - obdržené góly, +/- - rozdíl skóre, B - body, červené podbarvení - sestup, zelené podbarvení - postup, fialové podbarvení - reorganizace, změna skupiny či soutěže
| Macao (2005 – ) |                                  |        |     |     |     |     |     |     |     |     |        |
| Sezóny          | Liga                             | Úroveň | Z   | V   | R   | P   | VG  | OG  | +/- | B   | Pozice |
| 2005            | Campeonato da 3ª Divisão – sk. C | 3      | ... | ... | ... | ... | ... | ... | ... | ... |        |
| 2006            | Campeonato da 3ª Divisão – sk. B | 3      | 5   | 2   | 1   | 2   | 14  | 3   | +11 | 7   | 4.     |
| 2007            | Campeonato da 3ª Divisão – sk. B | 3      | ... | ... | ... | ... | ... | ... | ... | ... |        |
| 2008            | Campeonato da 3ª Divisão – sk. B | 3      | 7   | 3   | 1   | 3   | 15  | 19  | -4  | 10  | 4.     |
| 2009            | Campeonato da 3ª Divisão – sk. B | 3      | 7   | 3   | 2   | 2   | 12  | 7   | +5  | 11  | 4.     |
| 2010            | Campeonato da 3ª Divisão – sk. B | 3      | 7   | 4   | 2   | 1   | 22  | 10  | +12 | 14  | 3.     |
| 2011            | Campeonato da 3ª Divisão – sk. A | 3      | 7   | 6   | 1   | 0   | 23  | 5   | +18 | 19  | 1.     |
| 2012            | Campeonato da 2ª Divisão         | 2      | 9   | 1   | 4   | 4   | 6   | 13  | -7  | 7   | 8.     |
| 2013            | Campeonato da 2ª Divisão         | 2      | 18  | 11  | 3   | 4   | 28  | 19  | +9  | 36  | 2.     |
| 2014            | Liga de Elite                    | 1      | 16  | 4   | 1   | 11  | 26  | 52  | -26 | 13  | 7.     |
| 2015            | Liga de Elite                    | 1      | 18  | 5   | 4   | 9   | 26  | 42  | -16 | 19  | 6.     |
| 2016            | Liga de Elite                    | 1      | 18  | 5   | 4   | 9   | 39  | 46  | -7  | 19  | 6.     |
| 2017            | Liga de Elite                    | 1      | 18  | 2   | 3   | 13  | 17  | 68  | -51 | 9   | 9.     |
| 2018            | Campeonato da 2ª Divisão         | 2      | 18  |     |     |     |     |     |     |     |        |